# Dolfijnen (scouting)
De dolfijnen is een leeftijdscategorie bij scouting, bedoeld voor jongens en meisjes van 7 tot 11 jaar oud bij een waterscoutinggroep. Het  scoutingprogramma voor dolfijnen is hetzelfde als die van de welpen, kabouters en esta's bij andere scoutinggroepen, maar de nadruk ligt  bij het water en het voorbereiden op het zeilen in de leeftijdscategorie erna, de zeeverkenners. Sinds 2010 worden er geen nieuwe spelmaterialen meer ontwikkeld en scoutinggroepen kunnen overgaan op de eerder genoemde speltakken.

## Geschiedenis
De dolfijnen zijn bedacht om watergroepen ook een eigen verhaal te geven voor de speltak van 7 tot 11 jaar. Het themaverhaal van de dolfijnen speelt zich af op en rond dolfijneneiland. Het draait om de tweeling Maj (meisje) en Jarl (jongen), die met hun ouders op dat eiland gaan wonen. De tweeling leert een aantal bijzondere dieren kennen met wie ze kunnen praten, en waarmee ze allerlei avonturen beleven.

## Uniform en opening
Dolfijnen dragen een blauwe broek (meestal een spijkerbroek), een blauwe uniform-blouse, het speltakteken "Dolfijnen" op rechterborstzak, het installatieteken op linkerborstzak, een groepsdas om de hals en een blauwe pet met voorop een grijze dolfijn. De precieze invulling van het uniform verschil van groep tot groep.
De opening verschilt per groep, maar de meeste dolfijnen maken gebruik van een dolfijnenrap. Bij de opening van de opkomst gaan de kinderen in hun groepjes (vinnen) om een geschilderde kompasroos staan. Dan begint de openings- of de sluitingsrap, de kinderen vormen tijdens de rap een cirkel. Tijdens de laatste regel tekst buigt de hele groep met de rechterarm naar voren en komt omhoog (een soort 'wave').

#### Openingstekst
Jarl en Maj, we komen weer,
spelen op het Melernmeer.
Uit noord, oost, zuid en west
Zie je ons uit het Kraaienest
Al het water trekt ons aan
Samen op avontuur te gaan
Yooooh...DOLFIJNEN

#### Sluitingstekst
Jarl en Maj en de rest,
We kwamen uit noord, oost, zuid en west
Het was weer heel erg fijn
Om op Dolfijneneiland te zijn
Nu is het tijd om te gaan,
De volgende keer zullen we hier weer staan
Yoooooh...DOLFIJNEN

## Wet & Belofte
Dolfijnenwet
Een Dolfijn speelt samen
met anderen op en rond het water.
Hij/zij is eerlijk, vriendelijk
en houdt vol
en zorgt goed voor de natuur.
Belofte
Ik beloof mijn best te doen
(met de hulp van God)*
een goede dolfijn te zijn,
iedereen te helpen waar ik kan
en me te houden aan de dolfijnen-wet.
Jullie kunnen op me rekenen.

### externe links
- https://nl.scoutwiki.org/Dolfijnen
- https://nl.wikisource.org/wiki/Wetten_en_beloftes_van_scouting/Scouting_Nederland/Dolfijnen